# Mesiphiastus fulvescens
Mesiphiastus fulvescens là một loài bọ cánh cứng trong họ Cerambycidae.